# Morto Troisi, viva Troisi!
Pour plus de détails, voir Fiche technique et Distribution.
Morto Troisi, viva Troisi! est un téléfilm de comédie italien réalisé par Massimo Troisi et diffusé en 1982. Il s'agit d'un reportage fictif de 50 minutes sur la mort de l'humoriste napolitain Massimo Troisi (qui, en réalité, mourra douze ans après la sortie du film, à l'âge de 41 ans seulement, des suites de problèmes cardiaques dont il souffrait depuis l'enfance), agrémenté de reportages et d'interviews biographiques.
Le film a été diffusé le 21 janvier 1982 lors d'un épisode spécial de la série Che fai... ridi? de la Rai Tre, consacrée aux humoristes italiens, et il a été rediffusé sur la même chaîne le 4 juin 1994, jour de la mort de l'acteur-réalisateur.

## Synopsis
Une édition extraordinaire du journal télévisé annonce le décès de l'acteur et comédien napolitain Massimo Troisi. Dans la chambre funéraire, le défunt reçoit un dernier adieu de la part de nombreux personnages réels ou imaginaires connus du grand public, par ordre d'apparition : Gianni Boncompagni, Rosanna Vaudetti, Fabrizio Zampa, Nadia Cassini, Pippo Caruso, Pippo Franco, Dingo, Maria Giovanna Elmi, le perroquet Portobello, Richard Cocciante, Lory Del Santo, Piera Rolandi, Gian Piero Galeazzi, Jocelyn Hattab, Mario Pastore et la chienne Lassie. Tous les anciens et nouveaux amis, parmi lesquels Lello Arena, Renzo Arbore, Roberto Benigni, Marco Messeri, Carlo Verdone et Maurizio Nichetti, parlent des mérites du défunt, mais s'attardent surtout sur ses défauts.
En particulier, c'est le personnage joué par Benigni qui, caché derrière une grande fenêtre au verre opaque, s'appuyant sur l'anonymat, s'insurge contre les prétendus excès de Massimo. Lorsque la vitre se brise, Benigni se voit exposé et abandonne lâchement la scène. Le personnage clef du reportage semble être Lello Arena qui, en tant qu'ange gardien du défunt, est harcelé à plusieurs reprises par le présentateur qui l'accuse : « Vous auriez pu faire quelque chose... ». À l'écart, l'ange ne parvient pas à faire fonctionner ses ailes pour échapper à l'interview et répond difficilement aux questions, affirmant à plusieurs reprises que « On n'a rien pu faire... ».
Le film se termine à l'intérieur de la maison de repos des artistes Massimo-Troisi, avec Benigni, Nichetti, Arbore et Verdone jouant aux cartes. Verdone, en fauteuil roulant, très contrit, remercie sincèrement son ami disparu et honore sa mémoire en particulier pour le legs qui finance leur séjour à l'hospice : « Nous sommes bien ici... ». Quelques difficultés pour Arbore, car il est devenu très malentendant, au point d'irriter les trois compagnons. Lapidaire, cependant, est son commentaire : « J'aimais beaucoup plus Massimo quand il était vivant. Maintenant... euh... », dit-il en secouant la tête.

## Fiche technique
- Titre original : Morto Troisi, viva Troisi![2]
- Réalisateur : Massimo Troisi
- Scénario : Massimo Troisi, Lello Arena, Anna Pavignano
- Photographie : Enzo Bitonti
- Montage : Maria Pia Ceresani
- Société de production : Rai 3
- Pays de production :  Italie
- Langue originale : italien
- Format : Couleurs
- Durée : 50 minutes
- Genre : comédie
- Dates de sortie :
  - Italie : 21 janvier 1982

## Distribution
- Massimo Troisi : lui-même/technicien de l'éclairage
- Lello Arena : lui-même/ange gardien
- Roberto Benigni : lui-même/Gennarino, soi-disant ami d'enfance
- Marco Messeri : lui-même
- Carlo Verdone : lui-même
- Maurizio Nichetti : lui-même
- Renzo Arbore : lui-même